# La Croix du Sud
La Croix du Sud (französisch für Das Kreuz des Südens) ist eine Felseninsel im Géologie-Archipel vor der Küste des ostantarktischen Adélielands. Sie liegt südlich der Carrel-Insel und westlich des Bon-Docteur-Nunataks.
Französische Wissenschaftler benannten sie 1977 nach ihrer Form.